# Luigi Amedeo Melegari

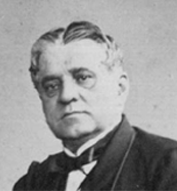
Luigi Amedeo Melegari, 1862

Luigi Amedeo Melegari (19 de fevereiro de 1805 em Castelnovo di Sotto - 22 de maio de 1881) foi um político e diplomata italiano. Ele foi ministro das Relações Externas do Reino da Itália de 1876 a 1877. Ele serviu no Senado do Reino da Itália. Ele foi condecorado com a Ordem dos Santos Maurício e Lázaro. A sua filha foi a escritora Dora Melegari.